# Ricard Reguant i Molinos
Ricard Reguant i Molinos (Barcelona, 19 d'octubre de 1953) és un director de teatre, de cinema, guionista, dramaturg i realitzador de televisió català, especialitzat en el gènere musical. És nebot de l'actor Lluís Nonell, i la seva filla, Xènia Reguant, és actriu.

## Trajectòria professional
Director de teatre
- 1970. Las mujeres de mi marido (Teatre Espanyol) de Barcelona
- 1987. Torna-la a tocar, Sam (Teatre Regina / Teatre Condal) de Barcelona
- 1988. El Knack, estrenada a la sala Villarroel de Barcelona.
- 1988. Tócala otra vez, Sam (Teatro Maravillas) Madrid
- 1989. Estan tocant la nostra cançó, estrenada al Teatre Goya de Barcelona.
- 1991. No val a badar (Teatre Goya) de Barcelona
- 1991. Snoopy el Musical (musical). Estrenada al Teatre Goya de Barcelona.
- 1991. Memory (Teatre Goya / Teatre Tivoli) Barcelona
- 1992. La lluna de València de Jaume Salom i Vidal). (Teatre Borràs] de Barcelona.
- 1992. La Gateta i el Mussol (Teatre Goya) de Barcelona
- 1992. Nou Memory (Teatre Tivoli) Barcelona
- 1993. No et vesteixis per sopar (Teatre Condal / Teatre Borràs) Barcelona
- 1993. Tots Dos (Teatre Borras / Teatre Tivoli) Barcelona
- 1994. Germans de Sang (Teatre Condal) Barcelona
- 1995. Blues en la nit, amb Àngels Gonyalons. Estrenada al teatre Arnau de Barcelona.
- 1995. La Cena de los idiotas (Que noche la de aquella cena) (Teatro Escorial y Gira) España
- 1995. Fieles a la Tentación (Gira España i Teatre Goya Barcelona)
- 1995. Última Locura (Teatre Maravillas) Madrid
- 1996. Rocky Horror Show (Teatre Arnau) Barcelona
- 1996. Torna-la a tocar, Sam (Teatre Condal)
- 1996. West Side Story (Teatre Tivoli) Barcelona (Teatro Apolo) Madrid
- 1996. La Trama (Teatro Albéniz) Madrid
- 1996. Un par de chiflados (Teatro Alcázar) Madrid
- 1996. Magnolias de acero (Teatro Muñoz Seca) Madrid
- 1997. Assassins. (Teatre Regina) Barcelona
- 1997. Angels (Teatre Tivoli) Barcelona
- 1998. La Huella (Teatro Arlequín) Madrid
- 1999. Chicago (Teatro Apolo) Madrid
- 1999. Misery (Teatro Bellas Artes) Madrid
- 1999. Amor a medias (Teatro Arlequín) Madrid
- 2000. Sola en la oscuridad (Teatro Real Cinema) Madrid
- 2000. Pippi Calzaslargas, el musical (Teatro Madrid) Madrid
- 2000. Monjitas (Teatre Apolo) Barcelona
- 2001. Asesino (Teatro Fígaro) Madrid
- 2001. Monjitas (Teatro Fígaro) Madrid
- 2002. Cuando Harry encontró a Sally (Teatro La Latina) Madrid
- 2002. Diez negritos d'Agatha Christie. (Teatro Muñoz Seca) Madrid (Teatre Apolo) Barcelona.
- 2003. 7 novias para 7 hermanos. Teatre Nuevo Apolo Madrid, (Teatre Novedades /Principal)Barcelona
- 2004. Cantando bajo la lluvia. (Teatro Apolo) Madrid, (Teatre Novedades) Barcelona
- 2005. Vuelven Las Corsarias. (Teatre Apolo) Barcelona
- 2005. Misery (Teatro do Comercio) São Paulo (Brasil)
- 2005. Chicago Muzicalul. (Teatrul Nazional) Bucarest (Romania)
- 2006. Grease. Victòria de Barcelona. (Teatro Nuevo Alcala) Madrid
- 2007. Un hivern a Mallorca (Teatre Principal) Palma
- 2008. Pijama per sis de Marc Camoletti. (Teatre Scenic / Teatre Mozart) Mallorca.
- 2009. Mortadelo y Filemón, el musical (Teatro Campoamor) Oviedo (teatre Tivoli) Barcelona
- 2009. Massa dones per un sol home (Teatre Scenic) Mallorca
- 2010. Per amunt i per avall (Teatre Scenic) Mallorca
- 2010. Sabado 3,30 (Teatro Hagen Dazz) Madrid
- 2011. Mediterranea (Teatre Regina)

Director de cinema
- 1982. Sueca bisexual necesita semental
- 1983. No me toques el pito que me irrito
- 1988. Solució de continuïtat (basat en la novel·la de Manuel de Pedrolo)
- 1991. Escrit als estels
- 2012. Serie B

Director de televisió
- 1985. Mecanoscrit del segon origen

Actor de cinema
- 1978. Caliente y cruel - cuento de tortura. Director: Enrique Guevara

Actor de teatre
- 1977. La cambrera és perillosa, original de Serge Veber. Estrenada al teatre Romea de Barcelona

Guionista de cinema
- 1978. Caliente y cruel - cuento de tortura. Director: Enrique Guevara
- 1983. No me toques el pito que me irrito
- 1991. Escrit als estels

Autor teatral
- Els Pastorets Superestel. Estrenada al Jove Teatre Regina de Barcelona.